# Paramyiolia nigricornis
Paramyiolia nigricornis är en tvåvingeart som först beskrevs av Doane 1899.  Paramyiolia nigricornis ingår i släktet Paramyiolia och familjen borrflugor. Inga underarter finns listade i Catalogue of Life.